# Zingiberaceae
Zingiberaceae este o familie de plante cu flori compusă din plante aromatice perene cu rizomi orizontali, care cuprinde cca. 52 genuri și mai mult de 1300 de specii, distribuite în toată Africa tropicală, Asia și în cele două Americi.

## Sistematică
Genuri:
- Aframomum
- Alpinia
- Amomum
- Aulotandra
- Boesenbergia
- Burbidgea
- Camptandra
- Caulokaempferia
- Cautleya
- Cornukaempferia
- Curcuma
- Cyphostigma
- Distichochlamys
- Elettaria
- Elettariopsis
- Etlingera
- Gagnepainia
- Geocharis
- Geostachys
- Globba
- Haniffia
- Haplochorema
- Hedychium
- Hemiorchis
- Hitchenia
- Hornstedtia
- Kaempferia
- Kedhalia
- Laosanthus
- Larsenianthus
- Leptosolena
- Myxochlamys
- Nanochilus
- Parakaempferia
- Plagiostachys
- Pleuranthodium
- Pommereschea
- Renealmia
- Rhynchanthus
- Riedelia
- Roscoea
- Scaphochlamys
- Siamanthus
- Siliquamomum
- Siphonochilus
- Smithatris
- Stadiochilus
- Stahlianthus
- Tamijia
- Vanoverberghia
- Zingiber